# King Kong (película de 1976)
King Kong es una película estadounidense de 1976, dirigido por John Guillermin. Protagonizado por Jeff Bridges, Jessica Lange, Charles Grodin, John Randolph, Rene Auberjonois, Julius Harris, Jack O'Halloran y Denis Fimple en los papeles principales.

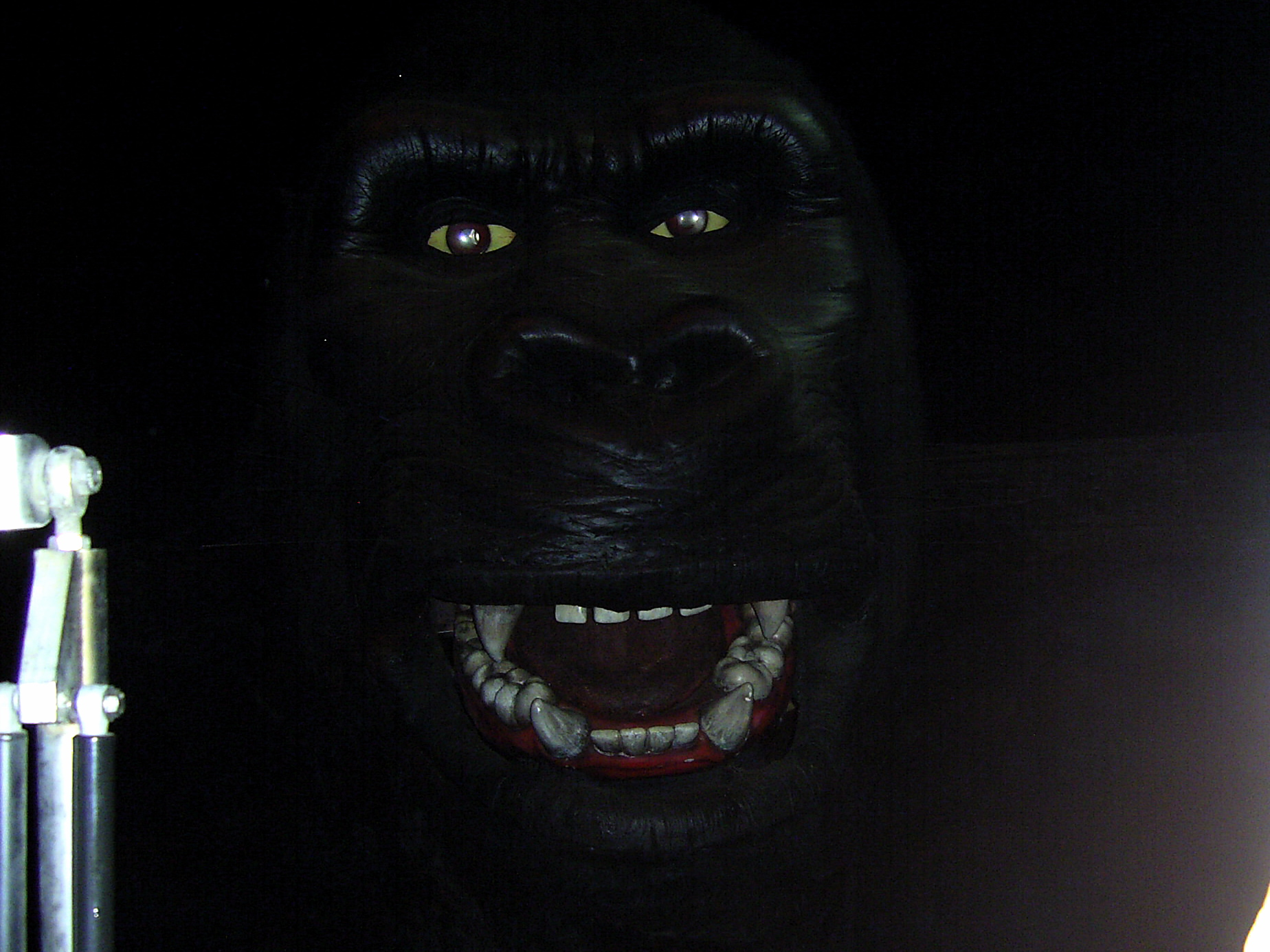
Robot animatrónico de King Kong en los Estudios Universales de Orlando

Galardonada con varios premios cinematográficos. Es una adaptación del clásico de 1933 King Kong, que trata sobre la captura de un gorila gigante y su exhibición final en la ciudad de Nueva York.

## Argumento
La adaptación difiere de la original en muchos detalles de la historia. La acción no transcurre en la década de 1930 sino en la de 1970. En vez de un equipo de producción de una película, el mundo de King Kong se ve invadido por el equipo de explotación de una compañía petrolera. Fred Wilson (Charles Grodin) es un alto ejecutivo de la compañía Petrox que forma una expedición a una isla del oeste de Sumatra conocida como Skull Island (Isla Calavera), debido a que se han descubierto unas imágenes infrarrojas que revelan que está oculta tras un enorme banco perenne de niebla. Debido a ello, Wilson cree que es señal de que la isla es un depósito natural de petróleo, y le ha prometido a sus jefes que volvería de allí con "algo grande".
Jack Prescott (Jeff Bridges) es un paleontólogo de primates llegado de la Universidad de Princeton que se cuela en el barco de la expedición para intentar frenar la labor de explotación de la isla. Wilson ordena retenerlo, puesto que piensa que en realidad es un espía de alguna compañía rival. Mientras es conducido bajo cubierta, Prescott divisa en el mar un pequeño bote salvavidas con alguien, y convence a miembros del equipo de que lo recojan.
En el bote se encuentra inconsciente la bella Dwan (Jessica Lange). La experiencia médica de Prescott le permite realizar un rápido examen médico de Dwan, quien después de despertar, le dice a Prescott que es una actriz que se encontraba en un barco con un hombre rico cuando de repente hubo una explosión, la cual aparentemente había matado a todos menos a ella.
Durante su viaje, Prescott y Dwan se sienten atraídos el uno por el otro.
Una vez llegan a la isla, el equipo no encuentra el esperado petróleo, pero descubre una tribu primitiva de nativos que viven confinados detrás de un muro gigantesco, protegidos así de una especie de dios conocido por ellos como Kong. Los nativos raptan a Dwan para ofrecerla como sacrificio a Kong, colocándola en un altar construido al otro lado de la muralla, y repitiendo continuamente la palabra "Kong". La mujer capturada comienza a gritar horrorizada cuando lentamente va apareciendo a través de los árboles de la jungla lo que parece ser un gorila de tamaño colosal delante de ella. Kong coge a Dwan en su mano y vuelve hacia el interior de la jungla. La temible bestia se encapricha con Dwan, mostrando su lado más tierno y tranquilo. Mientras tanto, Prescott y la tripulación del barco comienzan una misión de búsqueda para rescatar a Dwan y capturar a Kong. Ya que no puede cumplir su promesa de traer petróleo, Wilson decide llevar a Kong a Estados Unidos como publicidad promocional de la compañía.
En Nueva York, Kong se encuentra totalmente fuera de su hábitat, pero una vez allí escapa de sus captores, y cuando encuentra de nuevo a Dwan, comienza el terror en la ciudad y una avalancha de destrucción. El gorila se dirige al World Trade Center, con Jack y equipos militares detrás de él. 
En el clímax, King Kong sube a lo alto de una de las torres del World Trade Center (en vez de al edificio Empire State). Después de ser atacado por militares con lanzafuegos mientras está en la torre sur, Kong huye saltando hasta llegar a la torre norte. Más adelante, tras el ataque de los helicópteros, Kong, letalmente herido, cae desde lo alto del World Trade Center y muere.
La película contiene varios argumentos secundarios, como los centrados en el personaje de Prescott y su lucha por preservar la naturaleza, o la crítica a los grandes negocios y al ejército de EE. UU.

## Reparto
| Actor            | Personaje      |
| ---------------- | -------------- |
| Jeff Bridges     | Jack Prescott  |
| Charles Grodin   | Fred S. Wilson |
| John Randolph    | Capitán Ross   |
| Jessica Lange    | Dwan           |
| Rene Auberjonois | Roy Bagley     |
| Ed Lauter        | Carnahan       |
| Julius Harris    | Boan           |
| Jack O'Halloran  | Joe Perko      |
| Dennis Fimple    | Sunfish        |

## Producción

### Preproducción
Producido por Dino de Laurentiis y dirigido por John Guillermin, -que había triunfado dos años antes con El coloso en llamas-, después de tantear a realizadores tan dispares como Roman Polanski, Michael Winner y Sam Peckinpah. 
A mediados de la década de 1970, Universal tenía pensado hacer una versión más fiel a la original, incluyendo escenas de dinosaurios y ambientado en la década de 1930, titulado The Legend of King Kong, que se dijo que sería dirigida por Joseph Sargent, con efectos especiales de Jim Danforth, usando la técnica stop-motion, y al parecer protagonizada por Peter Falk -conocido sobre todo por interpretar al teniente Colombo en la serie del mismo título- y Susan Blakely.
El film estaba basado en la novelización del guion original de 1933 escrita por Delos W. Lovelace. El proyecto fue paralizado cuando fue anunciada esta versión por Paramount. Algunos años antes la Hammer Productions también intentó hacer una versión, pero no pudo hacerse con los derechos de la película; incluso se rodaron algunos planos que finalmente fueron utilizados para el anuncio de un coche. Se "conformaron" con rodar Hace un millón de años en 1966.
El guion de la versión de 1976 es de Lorenzo Semple Jr., basado parcialmente en la historia original de la película escrita por Merian C. Cooper y Edgar Wallace, con guion de James Ashmore Creelman y Ruth Rose.

### Casting
El trío protagonista lo forman Jeff Bridges, Charles Grodin, y la hasta entonces modelo Jessica Lange, en la que era su primera aparición en el cine.
Se barajaron varios nombres para el papel de la bella que en 1933 interpretara Fay Wray, como Barbra Streisand, Valerie Perrine o Cher, e incluso Bo Derek y una jovencísima Melanie Griffith hicieron las pruebas para el papel. 
Según su autobiografía, Britt Ekland fue propuesta por De Laurentiis para el papel de Dwan, pero lo rechazó.
Meryl Streep fue rechazada porque al mismo De Laurentiis no le pareció lo suficientemente guapa.
La ganadora del Óscar consiguió una audición con el veterano productor, y al no impresionarle sus atributos físicos, la despidió con crudeza, en italiano.
Streep más tarde comentaría: "Le dijo a su hijo, que organizó la audición: Es fea. ¿Por qué me has traído esta cosa".
Él desconocía que Meryl hablaba un perfecto italiano.
"Cuando le contesté en italiano, es como si hubiera recibido un disparo."
Decenas de jóvenes mujeres hicieron las pruebas para el papel sin éxito.
Cuando por fin Dino De Laurentiis y el director John Guillermin estaban a punto de decantarse por Deborah Raffin para el papel protagonista, recibieron una llamada de sus agentes en la que se les recomendaba hacer una audición a una joven modelo desconocida hasta entonces: Jessica Lange, resultando ser la elegida para dar vida a Dwan.

### Promoción
Resulta destacable señalar la ambiciosa campaña publicitaria que se inició con mucha antelación al inicio del rodaje, así como obstáculos de lo más dispar (entre ellos la protesta de los empleados del mítico Edificio Empire State, ante la decisión de trasladar la localización final de la película a las, posteriormente, tristemente célebres torres del World Trade Center).
Durante la publicidad de la producción se declaró que la estrella de la película sería un gorila mecánico de 1,7 millones de dólares construido por Carlo Rambaldi. Finalmente, lo único que se usó para algunas escasas tomas y el resto del metraje de Kong fue el brazo mecánico de Rambaldi. Kong fue interpretado por el gran maquillador Rick Baker en un traje de gorila de su propia creación. Luego se trató de reparar el bochorno con las siguientes palabras que pueden leerse en los créditos finales del filme: La producción certifica que King Kong fue diseñado y construido por Carlo Rambaldi y Glen Robinson, con una contribución especial de Rick Baker. Es significativo que John Guillermin aceptara ser director bajo la condición de que se accediera a contar con una cabeza a escala real de King Kong y con una mano mecánica capaz de soportar a la chica.
El eslogan usado en la publicidad de la cinta, rezaba La más excitante y espectacular película de todos los tiempos.
El artista John Berkey creó una serie de pósteres oficiales de la película, mostrando al enorme simio en varias situaciones.
En uno de ellos, se mostraba al gorila con un pie en cada una de las torres gemelas del World Trade Center, golpeando con fuerza un avión caza. Realmente, en el film el gorila es mucho más pequeño por lo que esto nunca podría haber ocurrido. Curiosamente en la publicidad de la versión de 1933 ocurría exactamente lo mismo: se mostraba un Kong mucho más grande de lo que en realidad se mostraba en pantalla.
El hijo del productor Dino de Laurentiis, Federico, declaró públicamente que la productora quería en un principio que un hombre de raza negra estuviera dentro del traje de King Kong porque los negros están más cerca de los primates, declaraciones que causaron polémica.
El costo total de la cinta fue de 24 millones de dólares de 1976.

## Recepción
Aunque a veces es descrita como un fracaso financiero por no haber cumplido las expectativas de su productor, King Kong se puede considerar un éxito comercial, ya que hizo ganar a los estudios Paramount casi el triple de su presupuesto.
El film terminó quinto en la lista de Variety de los productos que rindieron mayor beneficio en 1977 (la película fue estrenada en diciembre de 1976, por lo que ganó la mayoría de su dinero ya en 1977). La recaudación en EE. UU. fue de 53 millones de dólares, y la recaudación total mundial de 80 millones de dólares.
Recibió gran mezcla de críticas, muchas de ellas hechas por grandes defensores de la versión de 1933, pero gran parte de las críticas positivas venían de críticos muy importantes. Pauline Kael del The New Yorker, Richard Schickel del Time, Charles Champlin en Los Angeles Times, Roger Ebert en el Chicago Sun-Times, y 'Murf' en Variety, entre otros, hablaron positivamente del filme y de su (a menudo camp) sentido del humor. Particularmente Kael alabó la cinta, declarándose fan de la misma. Las actuaciones de Bridges y Grodin fueron bien recibidas, e incluso los más fervientes detractores del filme alabaron el trabajo de Richard H. Kline y la banda sonora de John Barry compuesta para King Kong.
El éxito de la película sirvió para lanzar las carreras de Jessica Lange y Jeff Bridges. Entre los actores del filme también está a Rene Auberjonois (Benson, Star Trek: Espacio profundo nueve), Corbin Bernsen (La ley de Los Angeles) y Jack O'Halloran (Superman, Superman II, Dragnet).
El film recibió un Óscar especial a los mejores efectos especiales, premio que compartió con La fuga de Logan también de 1976, además de ser nominada a mejor fotografía y mejor sonido.
Jessica Lange ganó el Globo de Oro a la actriz revelación.
King Kong encontró luego una nueva y sustanciosa vida en televisión. El canal de televisión NBC compró los derechos de la cinta y tuvo gran éxito. Esto condujo a que Laurentiis Entertainment Group (con distribución de Paramount) hiciera una secuela titulada King Kong Lives (King Kong 2) en 1986, protagonizada por Linda Hamilton. A diferencia de su predecesora, la secuela fue un fracaso comercial, pero encontró en el mercado del vídeo doméstico un cierto éxito como película de culto.

## Premios
- Premio Oscar 1977: al mejor logro técnico (efectos especiales).
- Premio Saturno 1977: Premio especial.
- Premio Globo de Oro 1977: a la mejor actriz revelación (Jessica Lange).
- Premio Goldene Leinwand 1978: a la película más taquillera.[16]

## Versión extendida para televisión
Cuando King Kong fue estrenada en televisión por la NBC en 1982, hubo unas cuantas escenas eliminadas de la versión del cine que se añadieron para crear una versión más larga. Se añadieron 40 minutos de metraje inédito, alargando la duración del filme de los 135 minutos iniciales a los 185.
Muchos defensores de la versión de 1976 pensaron que estas escenas mejoraban notablemente el conjunto del filme. Las secuencias añadidas fueron:
1. Jack droga a un miembro de la tripulación del barco de la Petrox en un bar en Surabaya, robándole su uniforme.
2. Los marineros que juegan a las cartas en cubierta cuando son llamados por el capitán Ross para reunirse con Fred Wilson y Roy Bagley.
3. Una escena que muestra a Jack, sin camisa, en el bergatín del Petrox Explorer.
4. Timmons y García espían a Dwan en la ducha, y son sorprendidos por Jack, que tira a García al mar.
5. Cuando Kong escapa del Shea Stadium de Nueva York, un representante de la Petrox grita a Wilson por su incompetencia.
6. Después de que Kong "pisa" a Wilson, hay una toma adicional de su sombrero machacado.
7. Kong coge un Cadillac Fleetwood y lo lanza en la fachada de un edificio, donde estalla.
8. Los militares se plantean en un primer momento enviar jets en lugar de helicópteros para derribar al gorila.
9. Jack intenta, sin éxito hacer un puente a un Chevrolet Corvette mientras está huyendo con Dwan.
10. Una secuencia extra muestra a Kong caminando calle abajo con Dwan en su mano.

## Banda sonora original
La música del filme fue compuesta por el renombrado compositor John Barry, ganador del premio Oscar por Born Free y posteriormente Dances with Wolves y Out of Africa entre otras. Barry también había trabajado muchos años antes con el mismo director en Hasta el último Aliento (Never Let Go, 1960), siendo ésta una producción más pequeña y que nada tenía que ver con King Kong. La banda sonora de Barry a diferencia de la escrita por Max Steiner está interpretada por una orquesta sinfónica. En la versión en CD se echan en falta dos temas musicales de la cinta, quedando la lista de temas así:
- Pista 01 - The Opening
- Pista 02 - Maybe My Luck Has Changed
- Pista 03 - Arrival on the Island
- Pista 04 - Sacrifice / Hail to the King
- Pista 05 - Arthusa
- Pista 06 - Full Moon Domain / Beauty Is as Beast
- Pista 07 - Breakout to Captivity
- Pista 08 - Incomprehensible Captivity
- Pista 09 - Kong Hits the Big Apple
- Pista 10 - Blackout in New York / How About Buying Me a Drink
- Pista 11 - Climb to Skull Island
- Pista 12 - The End is at Hand
- Pista 13 - The End[17]